# Danaea excurrens
Danaea excurrens là một loài dương xỉ trong họ Marattiaceae. Loài này được Rosenst. mô tả khoa học đầu tiên năm 1907.
Danh pháp khoa học của loài này chưa được làm sáng tỏ. 